# Valle del Vinalopó

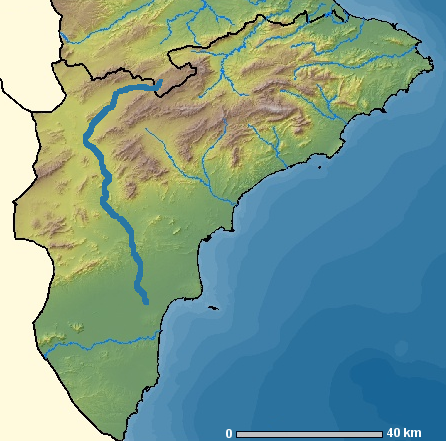
Localización del Vinalopó y su valle en la provincia de Alicante.

El Valle del Vinalopó es la depresión formada por el río Vinalopó que conforma una gran comarca natural, dividida tradicionalmente en las tres comarcas alicantinas del Alto, Medio y Bajo Vinalopó (Comunidad Valenciana, España). No obstante, el río nace en la comarca del Valle de Albaida, atravesando posteriormente la Hoya de Alcoy. El eje del valle conforma una de las principales zonas industriales de la Comunidad Valenciana, albergando la mayor concentración de industrias zapateras de Europa. Engloba a 21 municipios que ocupan 1925 km² y sumaban unos 450 000 habitantes en 2003, destacando en orden de población Elche, la conurbación Elda-Petrel y Villena.

## Geografía física

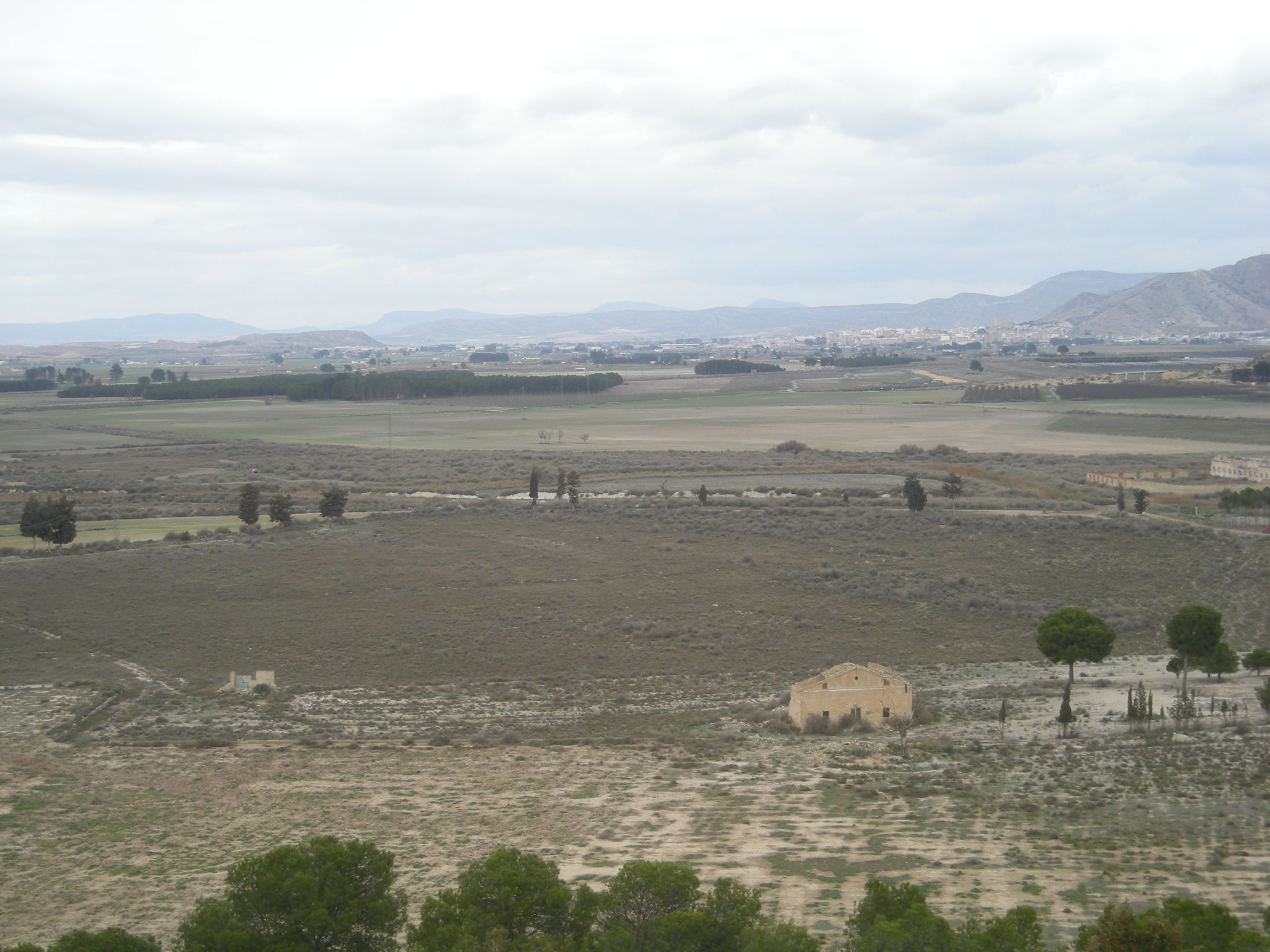
El valle del Vinalopó entre Villena y la Colonia de Santa Eulalia; los cultivos de la izquierda pertenecen a la zona de la antigua laguna de Villena.

Desde el punto de vista físico, se corresponde con una fosa o canal triásico, abundante en extrusiones de sal y yesos, debido a una importante cicatriz del zócalo profundo. Desde el extremo norte, en los límites con Almansa y Caudete, hasta el gran cono aluvial litoral en el que se pierde el río, hay una sucesión de cuencas casi endorreicas escalonadas, fruto de las alineaciones montañosas y corredores que cortan transversalmente la fosa.
En el Alto Vinalopó estas formas de relieve son muy apreciables: de norte a sur se suceden el corredor de los Alhorines, la sierra de Benejama, el corredor de Cañada, la sierra de la Villa, el corredor de Biar, la larga alineación formada por las sierras de Salinas, Peñarrubia, Fraile y Fontanella, el corredor de Argueña-Salinas y, cerrando el conjunto, las sierras de la Umbría y de Argueña, separadas por un estrecho que fue aprovechado en el siglo XVII para construir el embalse de Elda. Esta larga serie de corredores transversales viene a confluir en la cuenca de Villena-Sax, caracterizada por su difícil drenaje y las consecuentes zonas endorreicas: Cañada, la laguna de Villena, el hondo de Carboneras y la laguna de Salinas, nombrando sólo las mayores.
En el Medio Vinalopó esta sucesión de corredores y sierras ya no es tan perfecta. Por su parte oriental, el valle queda cerrado parcialmente por la sierra del Cid (1127 metros), cuyas estribaciones meridionales dan paso a la gran cuenca de Novelda-Aspe-Monforte del Cid, esta vez sin dificultades de drenaje y separada del Bajo Vinalopó por la sierra de Crevillente, cortada en uno de sus puntos por el río Vinalopó, lo que fue aprovechado en el siglo XVII para construir allí el embalse de Elche. En la parte occidental del Medio Vinalopó aparecen tres valles abiertos de este a oeste que inciden perpendicularmente al valle del río. Dos corredores estrechos: el de los Hondones y el de la Romana, separados por la sierra del Algaiat. El tercero, más amplio, contiene una zona endorreica (Hondo de Monóvar) enmarcada por las sierras de Salinas-Sima al norte y por las del Reclot y Pedrizas al sur. La transición entre las sierras y el hondo de los corredores y cuencas se produce por medio de amplios glacis, formas de relieve muy características de toda aquella región natural.
Por último, el Bajo Vinalopó, comprendido entre la sierra de Crevillente (835 metros) y el mar Mediterráneo, es en su mayor parte un amplísimo glacis pleistoceno sobre el que el río ha construido un amplio delta interior separado de la línea de playa por una zona pantanosa (laguna del Hondo y salinas de Santa Pola) en la que, sin llegar al mar, se pierden las aguas del río Vinalopó.

### Clima
Las precipitaciones son irregulares y poco abundantes, perdiendo intensidad a medida que se baja por la cuenca: 530 mm en Villena por solo 270 en Elche. Las temperaturas medias son relativamente cálidas en la zona baja (19 °C en Elche, a 90 msnm) y se vuelven más frescas a medida que se sube valle adentro (15 °C en Villena, a 605 msnm).  La conjunción de calor y sequedad hace que el clima sea árido en todo el valle y que esa aridez gane en intensidad hacia las tierras más bajas.

## Ecología

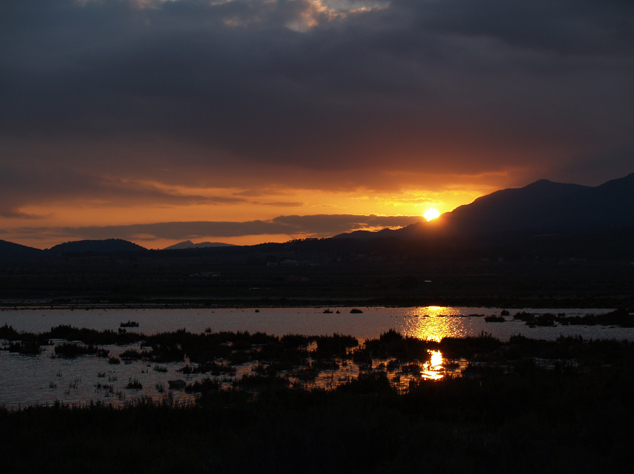
Vista de la laguna de Salinas al atardecer.

La flora es muy pobre en especies arbóreas, refugiándose los escasos bosques de pinos en las umbrías de las sierras (Crevillente, Reclot, Pedrizas, Cid, Argueña). A pesar de todo, en las sierras más altas e interiores de Salinas y la Fontanella, los bosques de pinos se ven enriquecidos con pequeñas masas de encinas. En el Bajo Vinalopó destaca el palmeral de Elche, que hoy constituye un monumento vegetal. Entre las herbáceas destacan el esparto y, sobre suelos salinos, la barrilla, ambas de gran utilidad industrial en épocas pasadas.

### Recursos naturales
El valle apenas cuenta con recursos naturales, siendo el principal, el agua, muy escaso. El Vinalopó tiene un módulo de entre 0,3 y 0,4 m³/s en su tramo medio, estando regulado por los embalses de Elda y de Elche, ambos con varios siglos de existencia y sucesivas ampliaciones que no han impedido que hoy estén prácticamente inservibles como vasos por culpa de los aterramientos, y funcionan más bien como simples azudes. Las aguas subterráneas tampoco son muy abundantes: en la docena de acuíferos catalogados se calculan unos recursos de 53 hm³/año, cuando la extracción mediante bombeo gasta del orden de los 134, lo que significa un déficit de 81 hm³/año y provocan el agotamiento de las reservas no renovables contenidas en acuíferos fósiles. Todo ello para abastecer a un área urbano-industrial con más de 700 000 habitantes (la ciudad de Alicante también se abastece de acuíferos situados en la cuenca alta del Vinalopó) y para regar, aunque sea con ayuda de aguas foráneas, más de 100 000 ha, gran parte de las cuales sólo puede disfrutar de dos o tres riegos al año. Otros recursos naturales son la sal, tanto gema como marina, así como mármol, especialmente abundante en los cerros de (Novelda) y en las sierras colindantes.

## Vías de comunicación
El valle del Vinalopó ha sido históricamente una importante vía de acceso natural, ya que por él accedían la Vía Heráclea y posteriormente la Vía Augusta al interior de la Meseta. En 1858 se inauguró la línea de ferrocarril de Madrid a Alicante, la primera y la más corta (hasta 1947) que ponía en comunicación a la capital de España con un puerto de mar. Le siguió en 1884 la línea Alicante-Murcia por Elche, y la ya desmantelada línea de Alcoy a Yecla, que se cruzaba con la de Madrid en Villena. En la actualidad sigue siendo centro de una importante red de comunicaciones en la que destacan, además de los citados ferrocarriles, la autovía A-31,  que al pasar Monforte del Cid se bifurca, siguiendo un ramal a Alicante y el otro (CV-847) hacia Elche y Murcia. Este último triángulo se puede calificar como el corazón económico de las comarcas meridionales valencianas.

## Economía

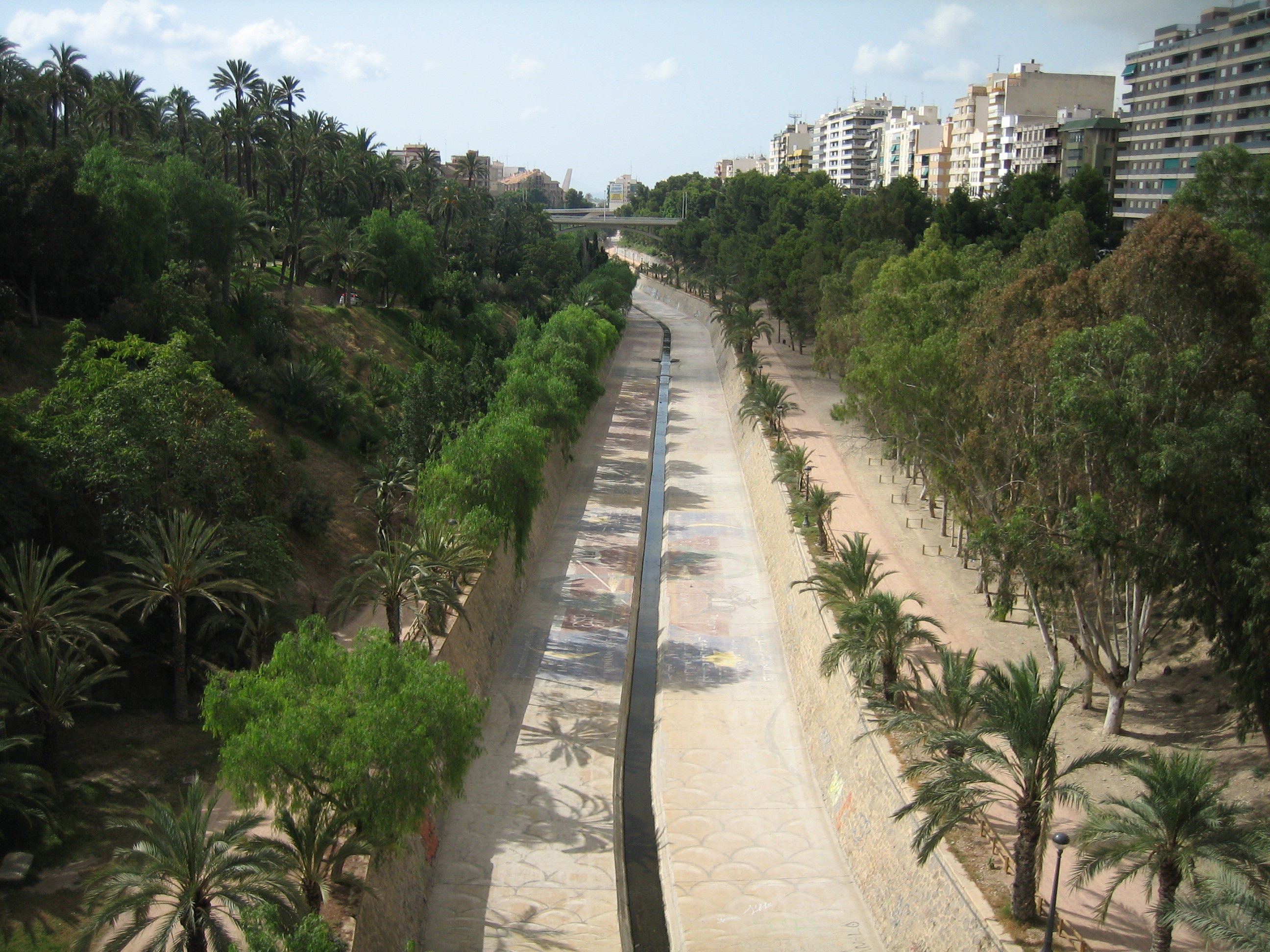
El cauce del Vinalopó a su paso por Elche, desde el puente del Ferrocarril.

Ya desde finales del siglo XIX las facilidades naturales de valle, unidas al ferrocarril Madrid-Alicante (inaugurado en 1858) promovieron el desarrollo de la agricultura comercial (vino, almendra, azafrán, barrilla, etc.) y la aparición de industrias artesanales de alpargatas, esteras, jabón, turrones, etc.

### Sector primario
La superficie cultivada es de 75 000 ha, de las que el 75% recibe la ayuda del riego (uno o varios según zonas y cultivos). Los orígenes del regadío se remontan posiblemente a época romana (centuriación de Villena-Caudete, acequia de Marchena en Elche), y fue ampliado por los andalusíes y por los posteriores pobladores, como queda constancia en la serie de embalses de los siglos XVI al XVIII construidos en Elche, Elda, Petrel y Novelda. Ya en el siglo XX la ampliación del riego se consiguió mediante bombeo.
El sector más importante es el vitivinícola, sobre todo en el Medio Vinalopó. Existen dos cultivos diferenciados: para la producción de vino, y de uva de mesa. El primero se da principalmente al norte, incluyendo amplias zonas de los términos de Sax y Villena (Alto Vinalopó), ya que son las tierras más frías y pobres en agua. En el sur, mientras tanto, se da la producción de uva de mesa, sobre todo la cuenca de Novelda, Aspe y Monforte del Cid, que está protegida bajo la denominación de origen Uva del Vinalopó.
La cercanía al centro turronero de Jijona ha potenciado el cultivo del almendro y otros frutos secos, cuyo cultivo pasa de las 17 000 ha. Los árboles frutales, siempre en regadío, también han ganado bastante terreno, sumando en 2000 más de 8000 ha. 2700 corresponden a cítricos, siendo el resto manzanos, perales y ciruelos.

### Sector secundario
Hay que destacar, por encima de todo, la industria del calzado y la marroquinería, que es la principal de ciudades como Elche, Elda-Petrel, Monóvar y Villena, así como de otras localidades más pequeñas. En el valle se encuentra el 95% de la industria del calzado de la Comunidad Valenciana y el 65% de la de España, siendo la mayor concentración de industrias zapateras de Europa.
Otras actividades a destacar son la producción de piedra y mármol, centralizada en Novelda, con industrias que se dedican a la extracción y manufactura de estos materiales y que han convertido dicha ciudad en la capital del mármol de España, junto con Macael (Almería) La pesca es una actividad importante en el puerto de Santa Pola, aunque cada vez menos,

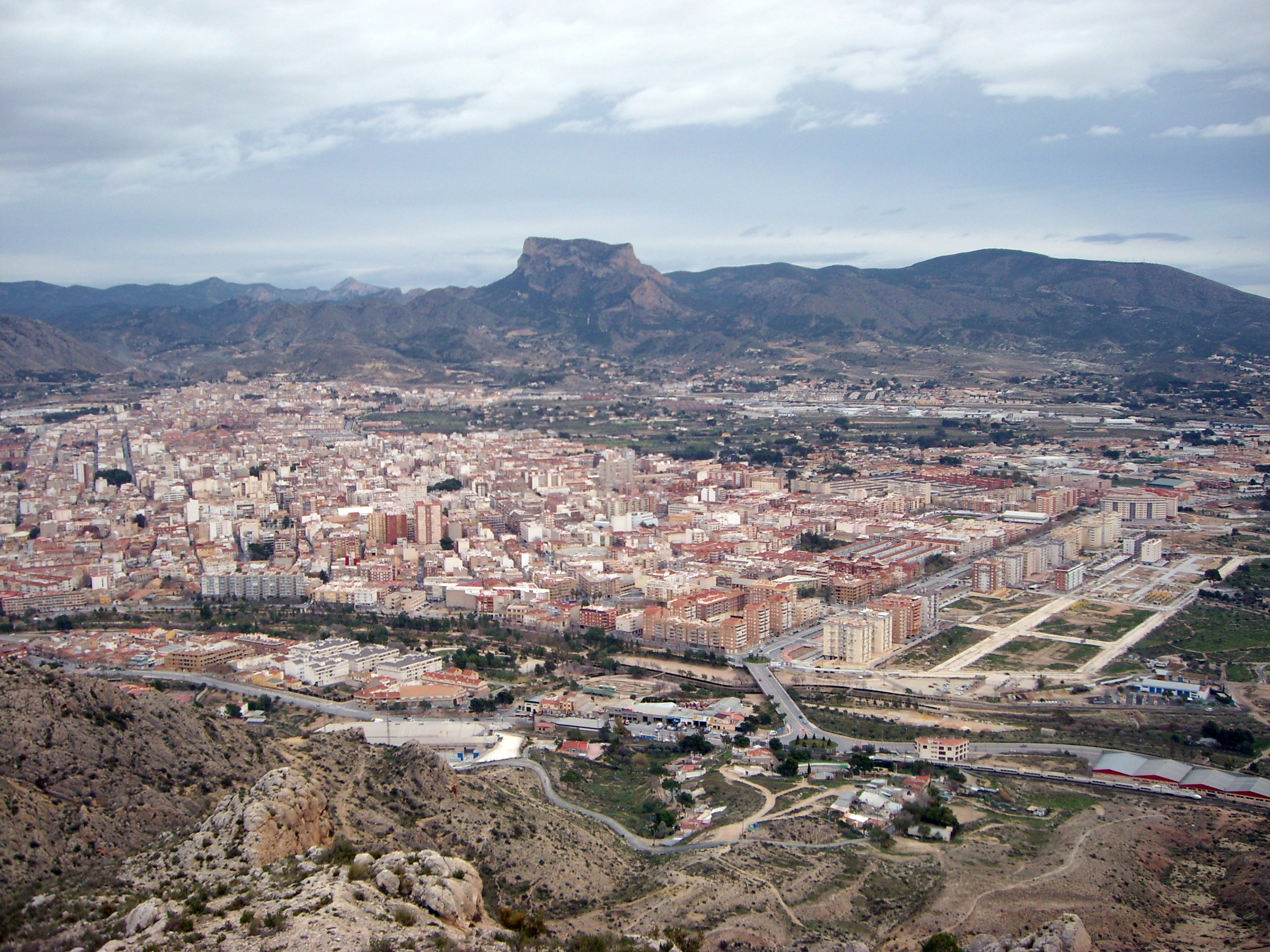
Elda-Petrel desde Bolón

### Sector terciario
El valle del Vinalopó constituye también un importante centro del sector servicios, que es el principal en la mayoría de los municipios y destaca especialmente, por la influencia del turismo, en las costas de Elche (Arenales del Sol, El Altet o La Marina) y Santa Pola.

## Demografía
El valle del Vinalopó viene siendo desde finales del siglo XVIII un área densamente poblada a pesar de su aparente escasez de recursos naturales, por lo que sólo otras actividades no agrarias como el comercio y la industria pueden explicar este fenómeno. La expansión vitícola durante el siglo XIX ayudó a la consolidación del modelo de poblamiento rural, pero a partir de 1900 la crisis del viñedo puso freno a este proceso rural, al tiempo que se daba el despegue industrial de algunos núcleos como Villena, Elda y sobre todo Elche. En el balance demográfico habido entre 1960 y 2003 se refleja claramente el estancamiento o regresión de todos los municipios 'agrarios' (Benejama, Campo de Mirra, Cañada, Salinas, Pinoso, Algueña, La Romana, etc.), mientras que los núcleos industriales han duplicado su número de habitantes y representaban en 2003 el 96 % de la población del valle. Las tres comarcas del Vinalopó sumaban 450 000 habitantes en 2003, habiéndose dado el mayor incremento de población entre 1960 y 1980, debido a la fuerte inmigración de mano de obra para las industrias del calzado. El núcleo principal es Elche (230 000 hab.), seguido de la conurbación Elda-Petrel (89 000 hab.), el eje Novelda-Aspe-Monforte (unos 60 000 hab.), así como otros núcleos como Villena (35 000 hab.) o Santa Pola (más de 31 000).